# Coopération (service national)
 (février 2018).
Si vous disposez d'ouvrages ou d'articles de référence ou si vous connaissez des sites web de qualité traitant du thème abordé ici, merci de compléter l'article en donnant les références utiles à sa vérifiabilité et en les liant à la section « Notes et références ».
La Coopération du service national à l'étranger (CSNE) est un dispositif de volontariat ouvert aux jeunes Français qui a remplacé le service national de la coopération, familièrement appelé « coopé » qui était l'une des nombreuses formes de service civil existant avant la suspension de la conscription en France.

## L'ancien dispositif
Effectuer un service national dans la coopération durait plus longtemps que de le réaliser sous sa forme militaire (mais moins longtemps qu'un service d'objecteur par exemple). Il s'effectuait obligatoirement à l'étranger, soit pour le compte d'organismes dépendants du gouvernement français (ambassades, écoles), soit pour des organismes agréés, soit en fonction d'accords avec les anciennes colonies françaises devenues indépendantes pour suppléer leur manque initial de cadres surtout dans l'enseignement public (inspection du primaire, professeurs du secondaire ou des universités et écoles techniques) mais aussi dans d'autres domaines (enseignement privé ou confessionnel, agriculture, santé, ponts et chaussées, etc) ou enfin pour des entreprises respectant certaines conditions (actionnariat majoritairement Français, etc.). Le service de la coopération donnait lieu à une « indemnité » nettement supérieure à celle octroyée aux appelés effectuant un service militaire, dépendant de la difficulté de la mission, de l'éloignement du pays concerné et des conditions locales. La Côte d'Ivoire, pour la zone Afrique et Madagascar, souhaitant recevoir les meilleurs coopérants au plan formation par rapport aux autres pays, offrait comme incitation une indemnité locale additionnelle.

Auréolée d'une image positive, où l'on voyait le jeune appelé se former le caractère[C'est-à-dire ?] en donnant 16 mois de son travail à une bonne cause (par exemple la construction de puits au Sahel, la participation à l'alphabétisation et à l'enseignement, etc.), la coopé a aussi été considérée par certains comme un bon moyen d'échapper au Service militaire, tout en bénéficiant d'une expérience professionnelle valorisable. Au fur et à mesure de l'expiration ou de la dénonciation des accords bilatéraux de coopération entre la France et certaines de ses anciennes colonies (autonomie, fin de la dépendance, changement de régime, ou simple fin), un nombre croissant ou tout au moins une proportion croissante d'appelés de la coopération bénéficiait à de grandes entreprises.

À partir de ce moment, le service de la coopération a été l'objet d'un débat entre ceux considérant cette forme de service comme utile aux jeunes gens et à la Nation, et ceux le considérant comme une perversion du principe même de la conscription ne visant qu'à fournir de la main d'œuvre bon marché à des grands groupes qui pourraient aussi bien s'en passer.[réf. nécessaire]

## Le dispositif actuel
Le service de la coopération a survécu à la suspension de la conscription en 1996. Il est aujourd'hui remplacé par plusieurs formes de volontariat : 

### Volontariat de la solidarité internationale
Le volontaire de la solidarité Internationale (VSI) participe au sein d'une Organisation non gouvernementale agréée à une action de solidarité internationale. Il peut s'agir d'aide au développement ou d'urgence humanitaire. Pour un temps déterminé, ces volontaires mettent leurs compétences au profit d'une population qui en a exprimé le besoin. Le VSI se présente généralement sous forme de contrats d'un à deux ans renouvelables sur un maximum de six ans.